# Herman Liikanen
Herman Liikanen, född 13 maj 1835 i Kristina kommun, död 13 april 1926 i Kuhmalax, var en finländsk frivillig soldat.
Liikanen deltog i italienska frihetskriget 1861–62 och i Danmarks krig mot Österrike och Preussen 1864. Sedan 1961 återfinns en staty av Herman Liikanen i Rom på Gianicolo-kullen framför Villa Lante utförd av Bino Bini.